# Тройка (карта)
Тройка — игральная карта достоинством в три очка. Входит в состав 54- и 52-карточной колоды, отсутствует в 36- и 32-карточной колодах.

## В играх
В большинстве игр является второй самой младшей после двойки. В игре «Семерик» — самая старшая карта, старше туза (как и двойка).
В игре «Канаста» красные тройки (бубновые и червонные) не участвуют и при попадании на руки обмениваются на другие карты из колоды, а в конце розыгрыша приносят премию (при выигрыше) или штраф (при проигрыше); чёрные тройки (пиковые и трефовые) такого специального свойства не имеют.

## Дизайн карты
Традиционный дизайн карты во французской системе мастей включает три символа (очка) масти в верхней и нижней частях карты и в центре; два из очков (центральное и одно из крайних) ориентированы в одну сторону, третье — в противоположную. На современных картах в двух противоположных углах (реже — во всех четырёх) приводится индекс — цифровое обозначение «3» и уменьшенный символ масти.

Тройка пик
Тройка треф
Тройка бубён
Тройка червей

### В других колодах
В колоде Таро тройкам пик, треф, бубён и червей аналогичны тройки мечей, жезлов, денариев и кубков соответственно.
Ниже приводятся изображения этих карт из колоды таро Висконти — Сфорцы (1450), в которой масть жезлов заменена стрелами. Тройка денариев не сохранилась.

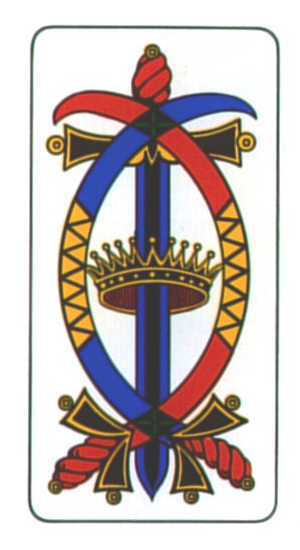
Тройка мечей
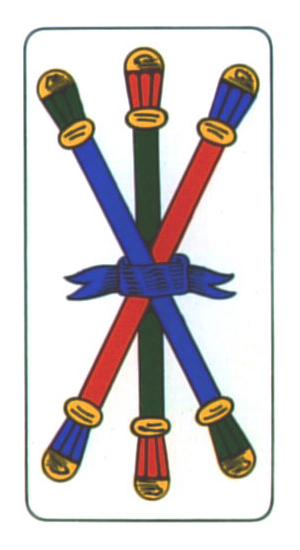
Тройка стрел (жезлов)
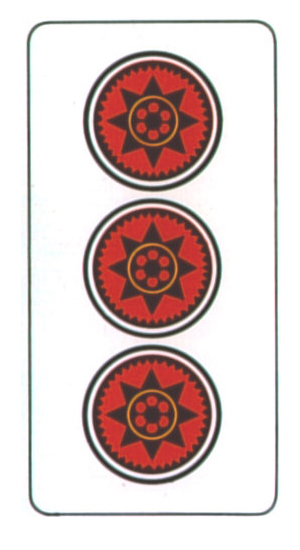
Тройка кубков
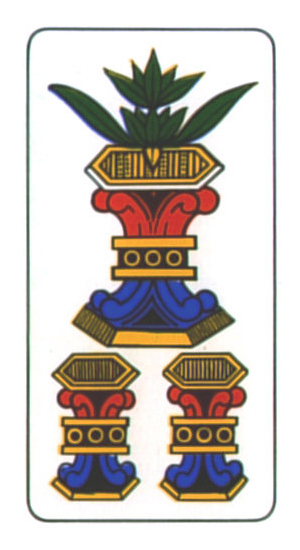
Тройка кубков

Те же масти употребляются в итало-испанской колоде:

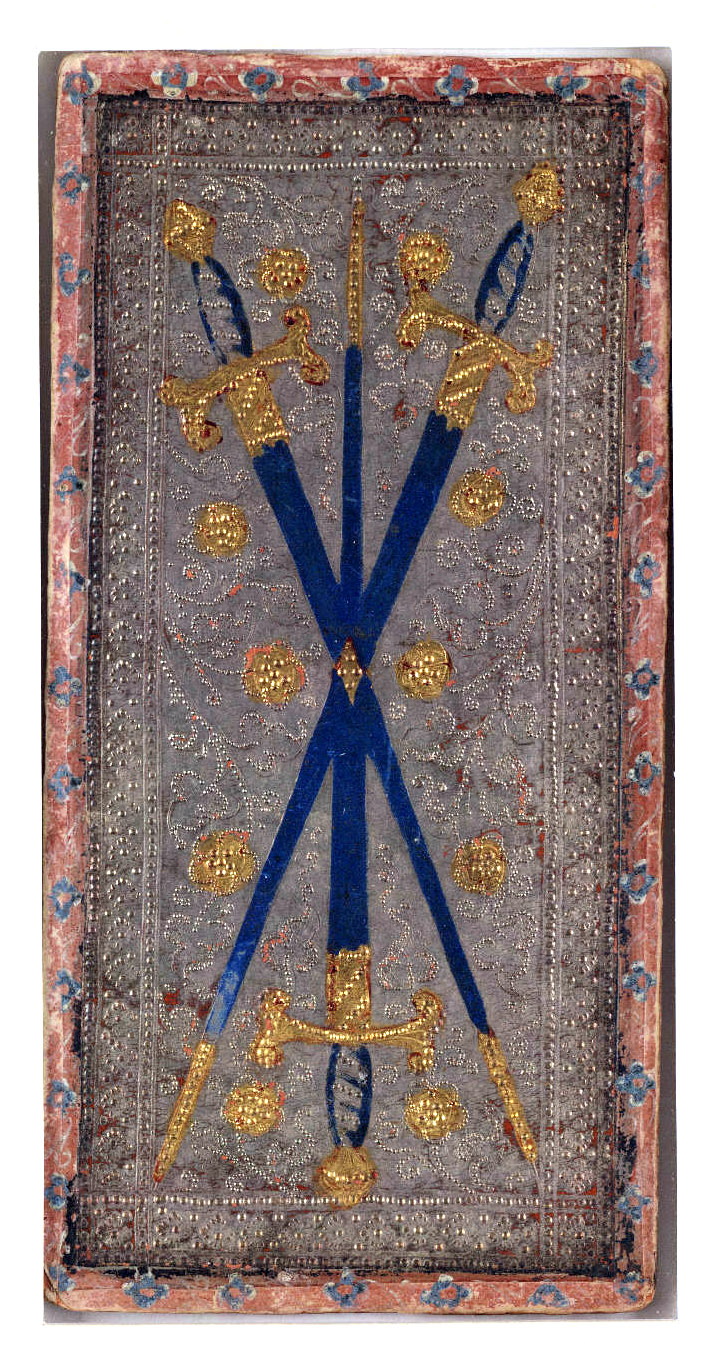
Тройка мечей
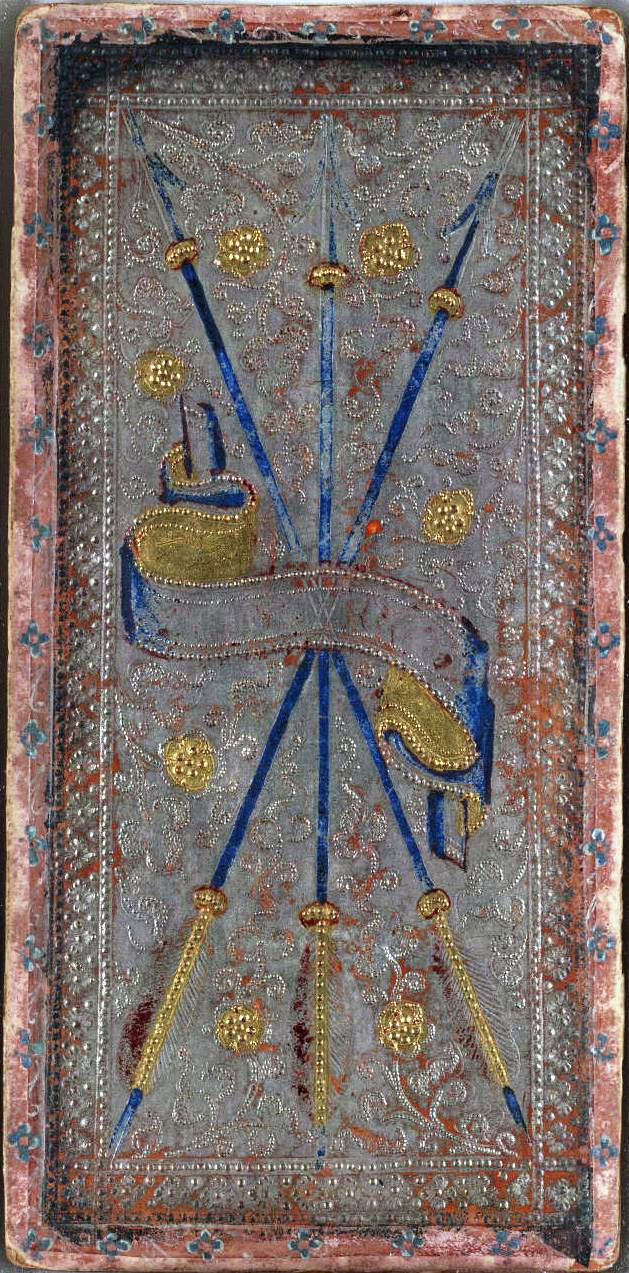
Тройка жезлов
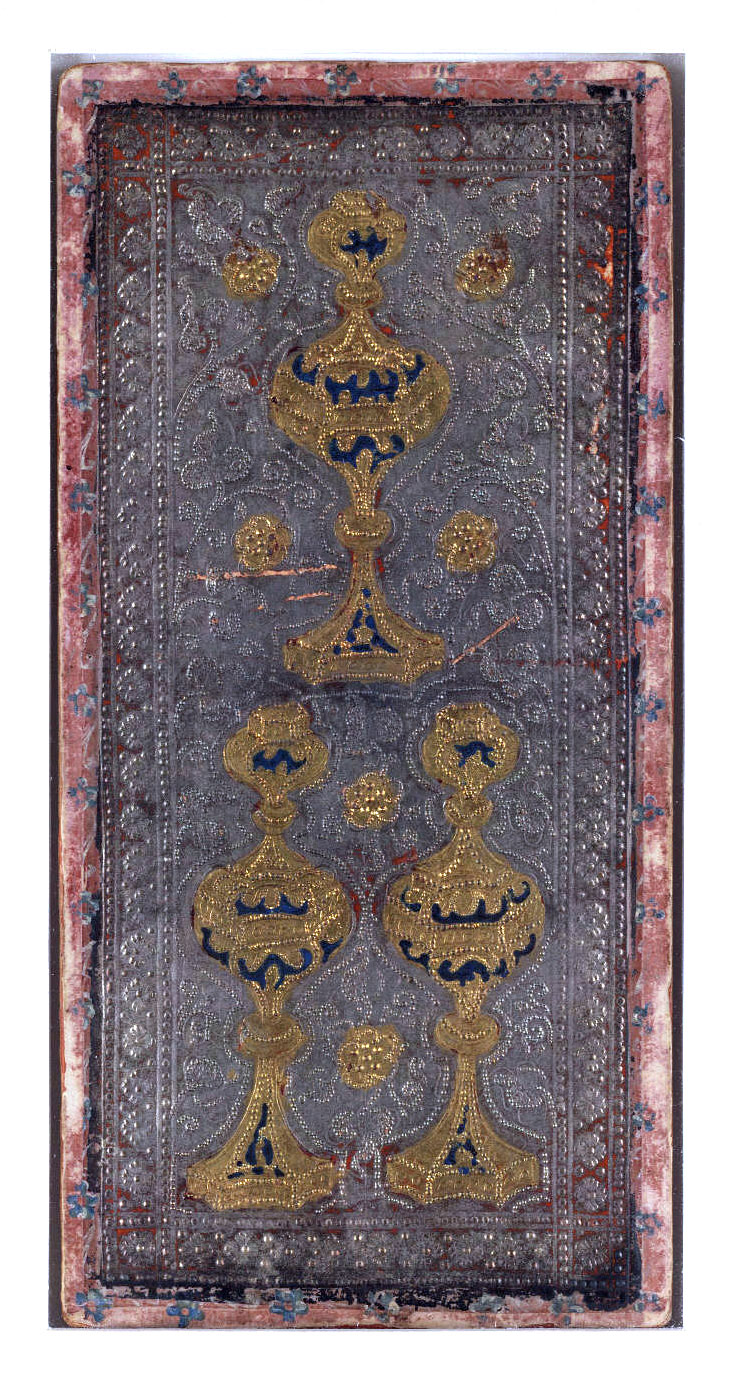
Тройка денариев
- Тройка кубков

## В культуре
«Тройка, семёрка, туз» — известное высказывание из повести А. С. Пушкина «Пиковая дама», также встречающееся в других произведениях по мотивам этой повести (одноимённой опере П. И. Чайковского, фильмах). На тройку Германн ставит в первый день своей игры и выигрывает.

## В Юникоде
Начиная с версии 6.0 стандарта Юникод в нём предусмотрены следующие коды:
- Тройка пик — 1F0A3 playing card three of spades
- Тройка червей — 1F0B3 playing card three of hearts
- Тройка бубён — 1F0C3 playing card three of diamonds
- Тройка треф — 1F0D3 playing card three of clubs